# Webbers Falls
Webbers Falls – miasto w Stanach Zjednoczonych, w stanie Oklahoma, w hrabstwie Muskogee.